# Famille von Ribbeck
La famille von Ribbeck est une famille de la noblesse brandebourgeoise avec la maison ancestrale du même nom Ribbeck près de Nauen dans le pays de l'Havel.

## Origines
En 1134, l'empereur Lothaire III (1075-1137) a inféodé le comte Albert de Brandebourg (1100-1170) avec la Marche du Nord. Après qu'Albert ait conquis cette région, il est élevé au rang de « margrave de Brandebourg ». Pour assurer son règne, il appelle - avec l'archevêque de Magdebourg Wichmann de Seeburg – les colons dans le pays. Parmi eux, les chevaliers - c'est-à-dire les nobles - reçoivent des terres en fief du margrave. Dans la lettre féodale de l'électeur Jean Cicéron de 1485, huit membres de la famille von Ribbeck de Ribbeck sont inféodés de trois domaines au « gesampter hannt ». En échange, ils acceptent d'effectuer leur service militaire, de cultiver la terre et d'assurer la diffusion de la foi chrétienne. La famille von Ribbeck est probablement également venue ici de l'ouest de l'empire dans le cadre de cette immigration.

## Histoire
Le premier Ribbeck répertorié par son nom est Heinricus de Ritbeke, chanoine et prêtre à Saint-Gothard de Brandebourg, cité dans un document daté du 4 août 1237.
Johann von Ribbeck est mentionné dans un document en 1282. La présence de la famille dans le village de Ribbeck est inscrite au registre foncier de l'empereur Charles. IV. documenté depuis 1375. La lignée fiable de la famille commence avec Asmus von Ribbeck (1485-1508 documenté dans Ribbeck). La famille se sépare au XVIe siècle en deux lignées :
- la ligne du pays de l'Havel de l'Est sur Glienicke ; cela commence avec Georg von Ribbeck (1523-1593).
- la ligne du pays de l'Havel de l'Ouest sur Ribbeck ; cela commence avec Christoph von Ribbeck (1524-avant 1600).

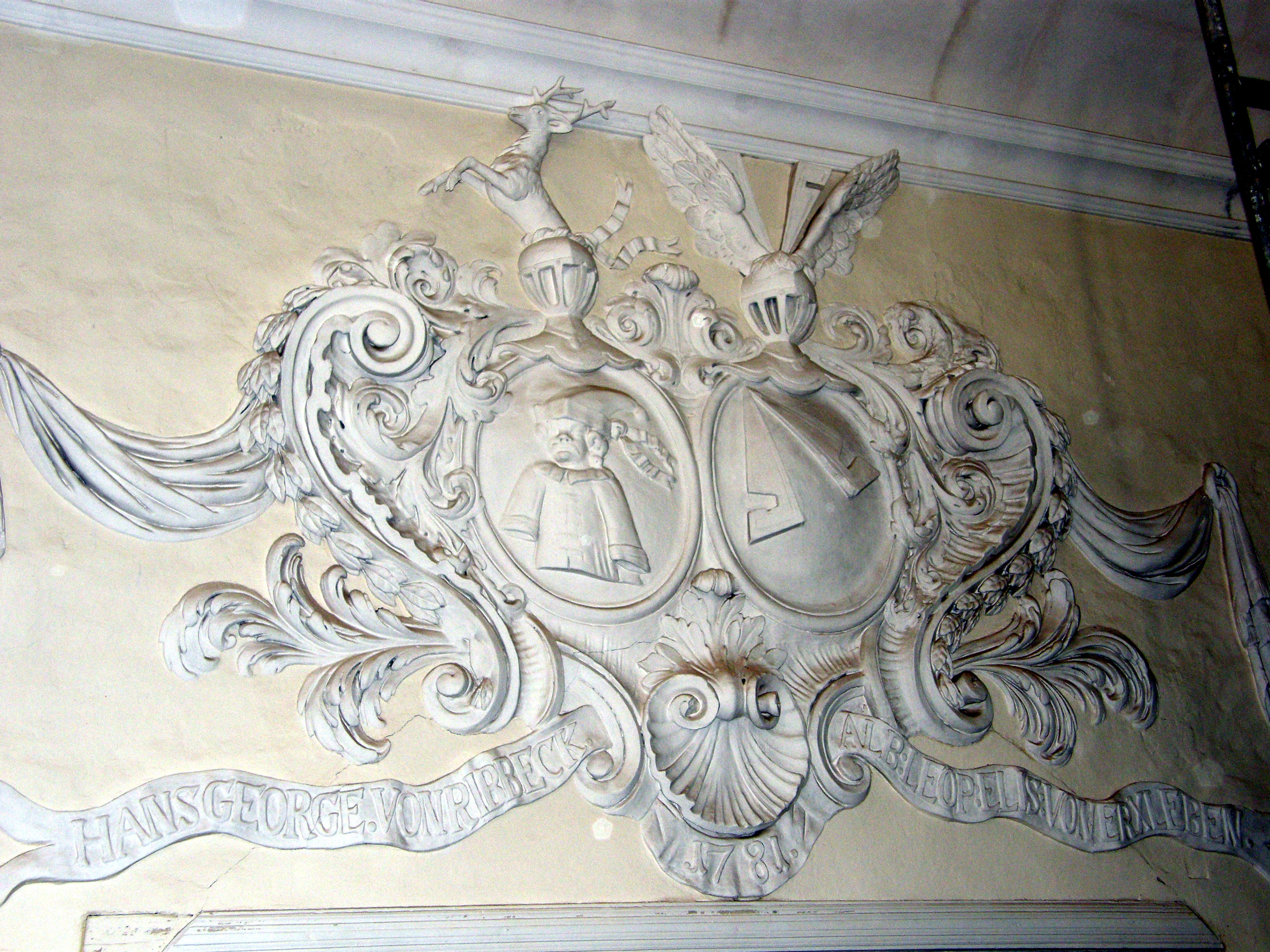
Relief mural de l'église du village de Seegefeld

Certains membres de cette famille noble sont enterrés dans l'ancienne église du village de Seegefeld (qui appartient aujourd'hui à la ville de Falkensee). Un relief mural, par exemple, mentionne « Theodosia von Ribbeck † 1781 » et « Hans George von Ribbeck – Alb: Leop : Elis.von Erxleben 1781 ». Le manoir de Bagow (de) appartient à la famille de 1772 à 1944. Après mise sous séquestre et expropriation, les descendants rachètent le manoir et les terrains associés en 1997. Cependant, les propriétés de Groß Glienicke, Hoppenrade, Dyrotz, Seegefeld, Dallgow, Neuendorf, Boßdorf, Assau et Horst ainsi que la maison de Ribbeck dans la Breitestrasse à Berlin sont à nouveau vendues par la branche familiale du pays de l'Havel de l'Est dans des moments difficiles. Les seigneurs de Ribbeck deviennent largement connus grâce au poème de Theodor Fontane Herr von Ribbeck auf Ribbeck im Havelland (de). Le véritable modèle du personnage de Fontane est probablement Hans Georg von Ribbeck (de) (1689-1759), connu pour sa gentillesse envers les enfants,

## Ascendance
Asmus von Ribbeck (né avant 1458 et mort entre 1508 et 1513)
- Matthias Ier von Ribbeck, seigneur de Dyrotz Ribbeck et Hoppenrade (né avant 1513 et mort après 1555)
  - Georg Jürgen von Ribbeck, seigneur de Glienicke et Seegefeld (né en 1523 à Ribbeck et mort en 1593 à Cölln), fondateur de la lignée de Glienicke
  - Christoph von Ribbeck, seigneur de Ribbeck (né vers 1524 et mort vers 1600), fondateur de la lignée de Ribbeck
  - Hans von Ribbeck (né avant 1564 et mort après 1575)
  - Joachim Ier (le Jeune) von Ribbeck (né avant 1561 et mort vers 1605)
    - Joachim Friedrich von Ribbeck (né avant 1600 et mort vers 1617)
    - Matthias II von Ribbeck (né avant 1600 et mort après 1644)

## Lignée de Glienick (pays de l'Havel de l'Est)

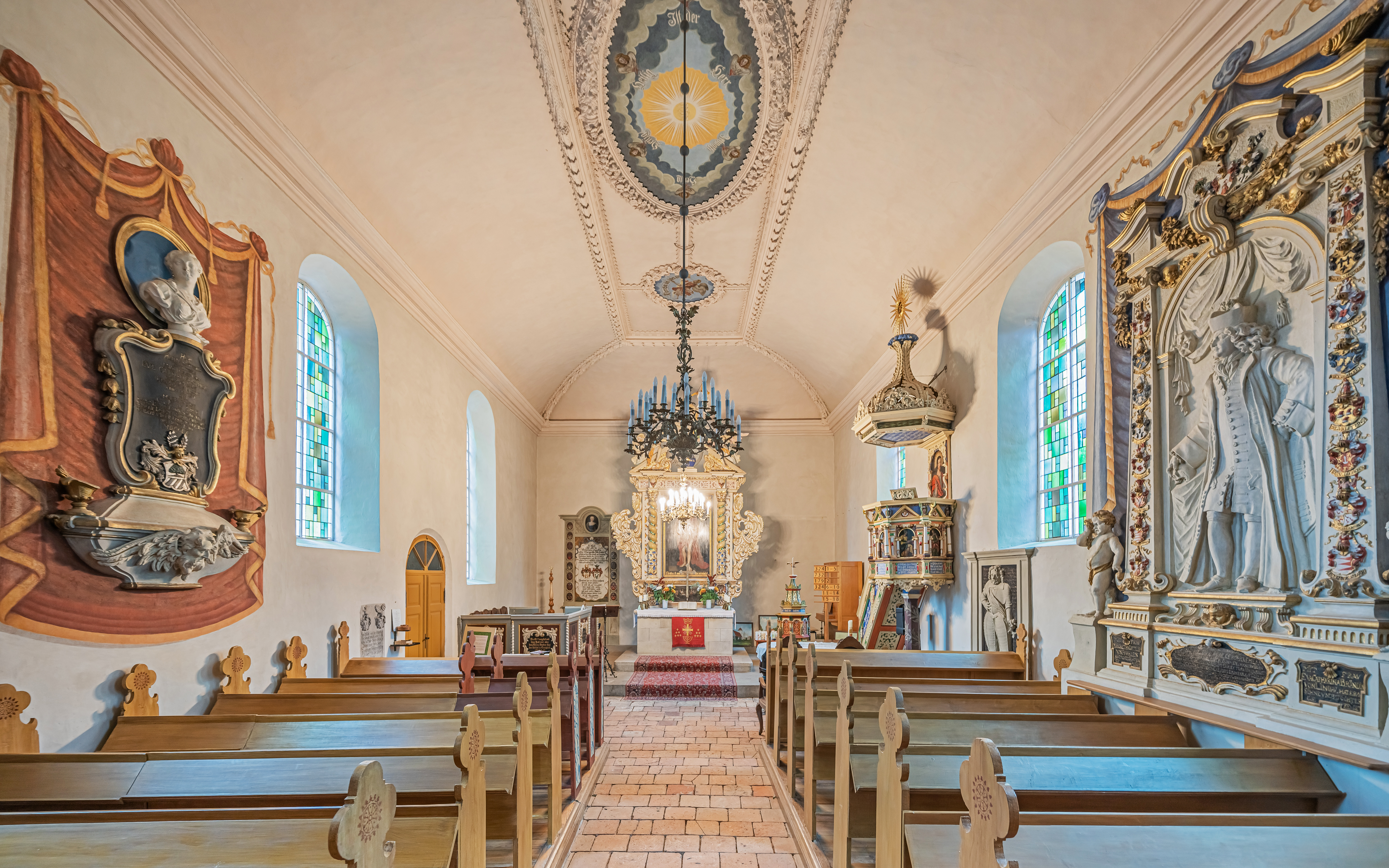
, à droite sur la photo le grand épitaphe du seigneur Hans (Johann) Georg (III.) von Ribbeck

Georg Jürgen von Ribbeck, seigneur de Glienicke et Seegefeld (1523-1593)
- Hans Georg Ier von Ribbeck (de) (né en 1577 à Spandau, Berlin et mort en 1647 à Berlin), fonctionnaire brandebourgeois, seigneur et commandant de Spandau, constructeur de la maison Ribbeck (de)[9]
  - Hans Georg II von Ribbeck (de) (1601-1666), chambellan de Brandebourg, seigneur, gouverneur et commandant de Spandau,
    - Hans Georg III von Ribbeck (né en 1639 et mort en 1703 à Groß Glienicke)[10]
      - Hans Georg IV von Ribbeck (1689-1729)
        - Hans Ludwig von Ribbeck (né en 1695 à Seegefeld et mort en 1755 à Kropstädt)
          - Hans Georg V von Ribbeck (né en 1728 à Seegefeld et mort en 1784 dans la même ville)
            - Hans Georg VI von Ribbeck (1769-1770)
              - Hans Georg VII von Ribbeck (né en 1776 à Seegefeld et mort en 1838 à Horst, Prignitz)
                - Hans Georg VIII von Ribbeck (1809-1861)
                - Friedrich Ludwig II (1812-1851)
                  - Hans Georg IX von Ribbeck (1850-1878)

                - Otto Wilhelm von Ribbeck (de) (1815-1873), général de division prussien
                  - Hans Georg X von Ribbeck (1862-1874)
                  - Wilhelm Otto Max von Ribbeck (1872-1945)
                    - Hans-Georg von Ribbeck (1904), administrateur de l'arrondissement de Soldin (de)
                    - Wilhelm Otto Hans Georg (1907-1945), cuisinier à Munich et pour l'empereur Guillaume II[11]
                      - Eberhard von Ribbeck (1941), capitaine, premier lieutenant, marié à Marlies Thiede, fille Stéphanie
                      - Joachim von Ribbeck (1942), directeur des études, marié à Ingrid Meyer

                    - Hanna-Berta von Ribbeck (1910), mariée à Guido Lancelle (chroniqueur familial)
                    - Dieter von Ribbeck (1916-1944), capitaine, marié à Christa Krüger, sans descendance

## Ligne de Ribbeck (pays de l'Havel de l'Ouest)

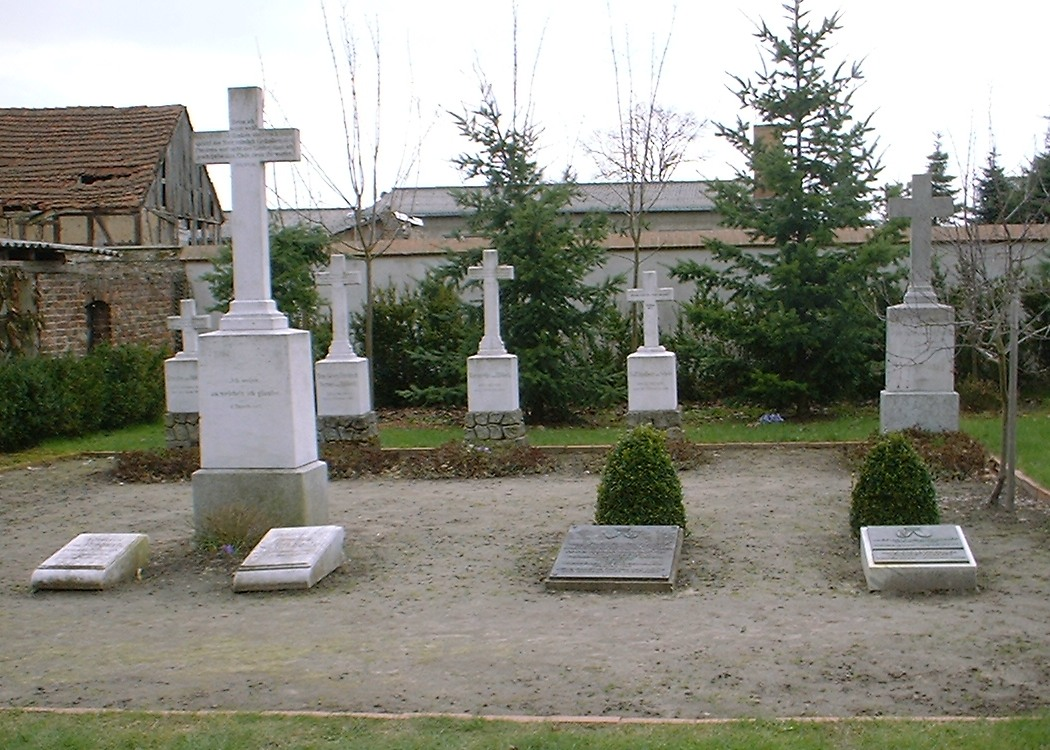
Cimetière familial de la famille von Ribbeck à Ribbeck

Christoph von Ribbeck, seigneur de Ribbeck (né vers 1524 et mort vers 1600)
- Adam Christoph von Ribbeck (1600-1639)
  - Erdmann Otto von Ribbeck (1639-1689)
    - Otto Christoph II von Ribbeck (1675-1728)
      - Othon Christoph III von Ribbeck

    - Hans Georg Ier von Ribbeck (de) (1689-1759), personne de référence pour le poème de Theodor Fontane : Herr von Ribbeck auf Ribbeck im Havelland (de)
      - Otto Karl Friedrich von Ribbeck (1729-1800)
        - Hans Georg Karl (1772-1804)
          - Hans Georg Karl Friedrich Ernst (1799-1882), arbitre[12]
            - Hans Karl Werner (1828-1861)[13]
              - Hans Georg Henning von Ribbeck (1856–1896)[14]
                - Hans Georg Karl Anton von Ribbeck (de) (1880-1945), capitaine, résistant et mort au camp de concentration de Sachsenhausen
                  - Hans Georg Friedrich Henning von Ribbeck (1907-1993), propriétaire foncier et agriculteur
                    - Hans Georg Henning Joachim von Ribbeck (né en 1938)
                    - Hans Georg Friedrich-Karl von Ribbeck (né en 1939), propriétaire foncier et exploitant de ce qui est aujourd'hui une distillerie à Ribbeck

                  - Hans Georg Joachim Hermann von Ribbeck (né en 1909), propriétaire foncier et agriculteur
                  - Hans Georg Siegfried von Ribbeck (né en 1914 et mort en 1944 sur le Front de l'Est)

                - Ehrengard von Ribbeck (1883-1931), épouse du fermier Hans-Henning von Quast (de)

  - Heinrich Ludwig von Ribbeck (1640-1720)
    - Heinrich Ludwig Ier
      - Otto Ludwig II (1705-1723)

## Deux siècles marquants
Aux XIXe et XXe siècles, la famille, comme d'autres propriétaires de manoirs, est soumise à une production agricole orientée vers le marché et à l'expansion de ses exploitations . « La première lettre de prêt connue concernant Ribbeck datant de 1485 montre que plusieurs domaines existent déjà à cette époque dans la localité : Teile von Ribbeck et ses frères vivent dans un manoir qui comprend quatre hectares de terre, et Klaus et Peter von Ribbeck en possèdent un deuxième. De plus, un certain Asmus von Ribbeck vit dans une ancienne ferme… ». Outre les propriétaires fonciers , des fonctionnaires, des officiers, des membres du clergé et des érudits sont issus de la famille brandebourgeoise. Les expansions familiales provoquées par le mariage trouvent leurs liens familiaux avec les familles von Bredow, von Witzleben (de), von Hammerstein-Equord, von der Schulenburg, von der Hagen, von Hake (de) et d'autres. Durant le régime national-socialiste en Allemagne, les attitudes à l’égard du national-socialisme sont différentes. De la lignée du pays de l'Havel de l'Est se trouve Hans Georg von Ribbeck (1904–1987) membre du NSDAP, SS-Untersturmführer, administrateur de l'arrondissement de Soldin (de) (Nouvelle-Marche) (1939) et de 1940 à 1944 administrateur militaire en France. De 1959 à 1969, il est fonctionnaire de la République fédérale d'Allemagne et directeur du gouvernement.

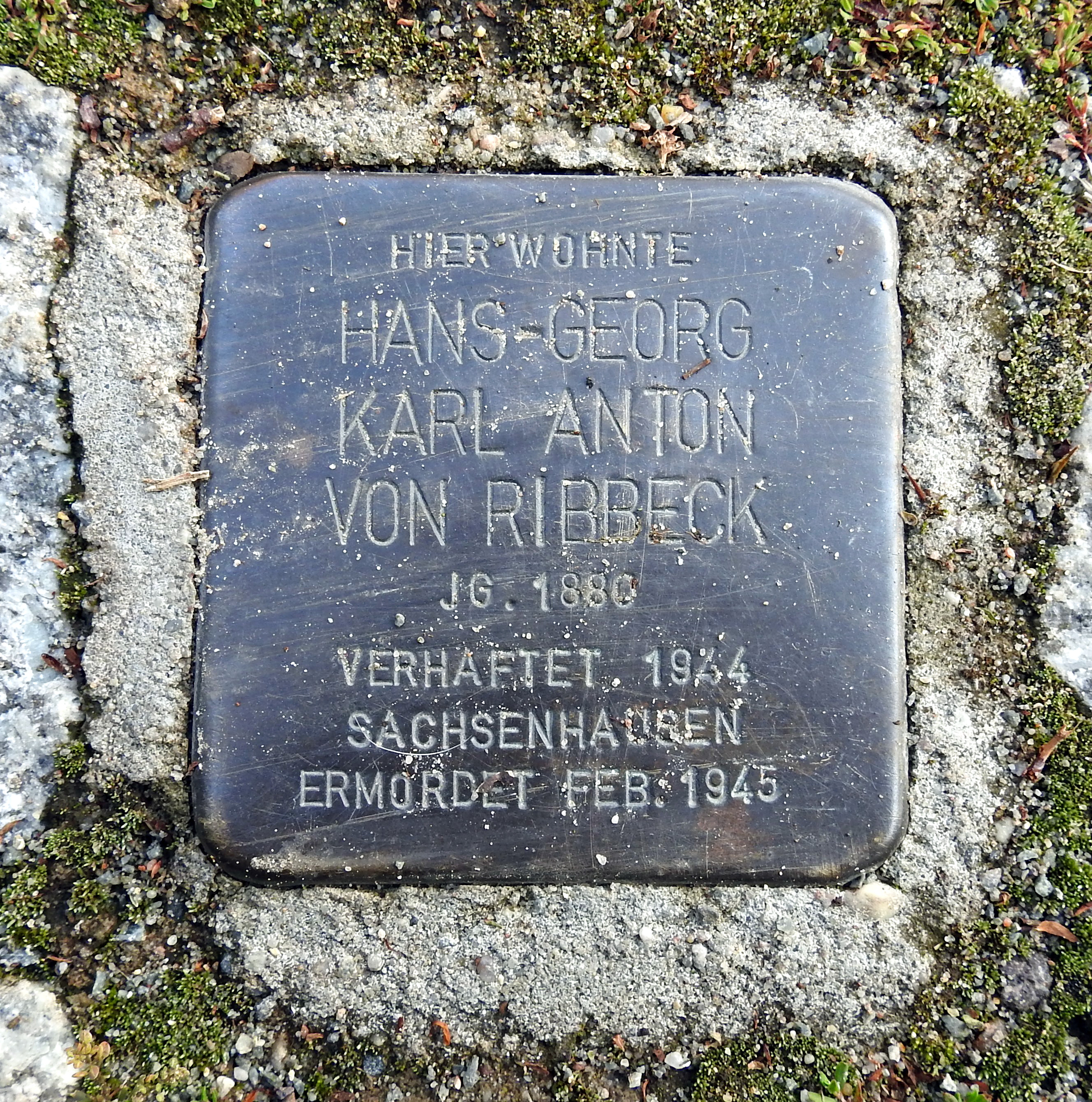
Stolperstein pour Hans-Georg Karl Anton von Ribbeck dans Ribbeck (2017)

D'autre part, de la lignée du pays de l'Havel de l'Ouest, il y a Hans Georg Karl Anton von Ribbeck auf Ribbeck, capitaine de la Première Guerre mondiale, membre du « Stahlhelm, Association des soldats du front » de la République de Weimar. Il résiste à la prise de pouvoir par les SA et n'appartient à aucun mouvement de résistance organisé. En juillet 1934, il est lié au « Putsch de Röhm » et brièvement emprisonné. Cependant, il est de nouveau libéré grâce à l'intercession de Hindenburg. En mai 1944, à la suite d'un incident survenu dans les champs de Ribbeck, il est de nouveau arrêté comme « ennemi du peuple » et emprisonné dans le camp de concentration de Sachsenhausen. Il y meurt en février 1945. Hans Georg Friedrich-Karl (né en 1939) est le dernier propriétaire foncier de Ribbeck de 1933 à 1943. En octobre 1945, dans le cadre de la réforme agraire en Allemagne de l'Est, le partage du domaine commence et les Ribbeck sont contraints de quitter les lieux le 21 septembre 1945. À une exception près, Henning von Ribbeck réussit à gérer une petite colonie . Avec l'ordonnance de l'administration militaire soviétique du 24 août 1947 (ordonnance 6080), toutes les revendications de propriété sont révisées et les Ribbeck, ainsi que les autres propriétaires fonciers et gestionnaires de domaines du Brandebourg, sont expulsés. La famille Ribbeck ne se rend pas dans l'arrondissement de Perleberg (de) comme ordonné, mais est allée vivre avec ses proches à Berlin-Ouest, puis déménage en Allemagne de l'Ouest

## Nouveau départ
Après la chute de la République démocratique allemande, un règlement est finalement trouvé en 1999 après plusieurs procédures judiciaires. « De cette manière, ils sont indemnisés en espèces sur la base de la valeur standard de 1935 – renonçant au droit au retour précédemment établi par le tribunal. Les deux lignées sont désormais à nouveau réunies : Dietrich von Ribbeck et son épouse Cosima achetent et agrandit une ferme à quatre côtés à Ribbeck. Friedrich-Carl von Ribbeck, petit-fils du dernier seigneur von Ribbeck et Bagow, est de retour à Ribbeck. Il rachète l'ancienne écurie complètement délabrée en face du château de Ribbeck (de) et l'ancienne distillerie de Ribbeck, le reconstruit avec son épouse Ute et se fixe pour objectif de perpétuer la tradition familiale vieille de 777 ans à Ribbeck avec son cousin Dietrich. Le château appartient toujours à l'arrondissement du Pays de la Havel ; il est rénové en 2007 conformément aux bâtiments classés et, en tant que centre touristique de pays de l'Havel, sert de halte aux visiteurs avec un restaurant, un musée et un centre de conférence.

## Armes
Les armes de la famille se blasonnent ainsi : En argent, le torse sans bras vêtu de rouge d'un homme barbu coiffé d'un bonnet rouge. Sur le casque bombé rouge et argenté avec des lambrequins rouges et argentés se trouve un cerf argenté à huit faces en pleine croissance.[réf. nécessaire]